# The Story of Tracy Beaker
The Story of Tracy Beaker é um livro infantil britânico publicado pela primeira vez em 1991, escrito por Jacqueline Wilson e ilustrado por Nick Sharratt.

## Background
O livro é contado do ponto de vista de Tracy Beaker, uma menina problemática de dez anos. Tracy geralmente é infeliz e tem problemas com seu comportamento porque se sente solitária, frustrada e não amada. Tracy mora em uma casa de repouso para crianças (apelidada de "The Dumping Ground"), onde foi colocada devido à negligência e à violência doméstica. Sua mãe frequentemente deixava Tracy sozinha quando ela era muito pequena e não parece ter interesse na vida da filha. Tracy está infeliz porque não tem contato com a mãe há muito tempo. Ela parece sentir muita falta da mãe e isso faz com que ela fique sentada na mesma janela, esperando que a mãe venha buscá-la. Ela tem dificuldade de se relacionar com a equipe e as outras crianças da casa de repouso (especialmente uma menina chamada Justine Littlewood). Outro motivo para Tracy estar frustrada e irritada é porque ela foi rejeitada por um casal chamado Julie e Ted, que tentaram adotá-la depois de descobrirem que estavam esperando um filho, sabendo do histórico de Tracy com crianças mais novas (especialmente um incidente envolvendo Tracy trancando um bebê em um armário).
Do ponto de vista de um adulto, Tracy tem "problemas de comportamento" e está sempre contando histórias. As histórias imaginativas de Tracy parecem proporcionar um alto nível de conforto e segurança para ela. Por exemplo, uma história recorrente que Tracy gosta de contar é que sua mãe é uma estrela de cinema glamorosa de Hollywood e que ela virá buscá-la um dia. Tracy diz que sua mãe está tão ocupada em filmes que não tem tempo para Tracy. Entre outras coisas, a autobiografia de Tracy detalha sua vida até então, como ela foi "privada e abusada" no orfanato (por exemplo, ela é privada de barras de chocolate Mars e Smarties) e os tipos de vingança que ela gostaria de ter contra seus inimigos. Ela frequentemente retrata uma mente profunda e complicada.
Em 2002, o livro foi eleito o vencedor do prêmio Blue Peter Book de Melhor Livro de Histórias.

## Sequências
Wilson escreveu três continuações para o livro, The Dare Game, estrelado por Tracy Beaker, e Tracy Beaker's Thumping Heart (um especial do Red Nose Day).

## Adaptações
The Story of Tracy Beaker foi adaptada para a televisão pela BBC, sendo exibida em cinco temporadas na CBBC de 8 de janeiro de 2002 a 9 de fevereiro de 2006, apresentando Dani Harmer como Tracy Beaker. A primeira série foi filmada em Londres, mas a partir da segunda temporada, a série mudou-se para o País de Gales devido a uma sugestão da produtora, Jane Dauncey. Em 2008, um spin-off da série foi anunciado sob o título provisório de Beaker's Back, mas o programa foi chamado de Tracy Beaker Returns. Foi ao ar na CBBC por três temporadas, de 8 de janeiro de 2010 a 23 de março de 2012. A antiga Escola La Sagesse em Jesmond, Newcastle upon Tyne, foi usada como cenário do The Dumping Ground. Em março de 2012, Amy Leigh Hickman anunciou um spin-off de Tracy Beaker Returns chamado The Dumping Ground. A série foi anunciada após Dani decidir deixar seu papel como Tracy e foi ao ar na CBBC desde 4 de janeiro de 2013; atualmente está em sua décima temporada. A primeira série foi filmada no mesmo local que Tracy Beaker Returns, mas desde a segunda série, a série foi filmada em Morpeth, Northumberland. A série também teve séries spin-off.
No final de 2006, The Story of Tracy Beaker foi adaptado para um musical, apresentando Sarah Churm como Tracy Beaker.

## Traduções
- em neerlandês: Het boek van Terry B.. Traduzido por Huberte Vriesendorp. Houten: Van Holkema & Warendorf. 1993. ISBN 9026905092.
- em italiano: Bambina affittasi. Traduzido por Liliana Schwammenthal. Florence: Salani. 1994. ISBN 9788877822932.
- em estoniano: Tracy Beakeri lugu. Traduzido por Lii Tõnismann. Tallinn: Hotger. 2002. ISBN 9985942728.
- em húngaro: Tracy Beaker története. Traduzido por Kata Damokos. Budapest: Animus. 2002. ISBN 9026905092.
- em francês: La fabuleuse histoire de Tracy Beaker. Traduzido por Vanessa Rubio-Barreau. Paris: Gallimard Jeune. 2003. ISBN 9782070552054.
- Indonesian: Kisah Tracy Beaker. Traduzido por Yoke Octarina. Jakarta: Gramedia Pustaka Utama. 2003. ISBN 9789791060301.
- em norueguês: Tracy Beaker, det er meg. Traduzido por Cille Dahl. Oslo: Cappelen. 2004. ISBN 9788202236939.
- em eslovaco: Príbeh Tracy Beakerovej. Traduzido por Katarína Karovičová. Bratislava: Slovart. 2005. ISBN 8080850437.
- em polonês/polaco: Historia Tracy Beaker. Traduzido por Katarzyna Petecka-Jurek. Poznań: Media Rodzina. 2008. ISBN 9788677200930.
- em ucraniano: Історія Трейсі Бікер. Traduzido por Volodymyr Chernyshenko. Ternopil: Navchalna kniga - Bohdan. 2010. ISBN 9789661011266.
- em tcheco/checo: Vadí, nevadí. Traduzido por Daniela Feldová. Prague: BB art. 2008. ISBN 9788073812867.
- em sérvio: Прича о Трејси Бикер. Traduzido por Marija Vukosavljević. Belgrade: Odiseja. 2012. ISBN 9788677200930.
- em romeno: Povestea lui Tracy Beaker. Traduzido por Ecaterina Godeanu. Bucharest: Editura Arthur. 2013. ISBN 9786068044552.
- em georgiano:  ტრეისი ბიკერი, transl. tr. Traduzido por Maya Tsitadze. Tbilisi: Sulakauri Gamomtsemloba. 2020. ISBN 9789941306716.